# Diodella rosmarinifolia
Diodella rosmarinifolia là một loài thực vật có hoa trong họ Thiến thảo. Loài này được (Pohl ex DC.) Bacigalupo & E.L.Cabral ex Delprete & Cortés-Ballén mô tả khoa học đầu tiên năm 2006.